# 归心似箭
《归心似箭》是1979年上映的中国剧情片，由八一电影制片厂出品，李俊执导，斯琴高娃、赵尔康等主演。電影講述的是中國抗日戰爭期間东北抗联某部连长魏得胜的故事。